# FOXP2
FOXP2（ふぉっくすぴーつー、英: FOXP2）は文法能力 (grammatical competence) を含む言語発達との関連が示唆されている遺伝子である。

## 概要
FOXP2は、転写因子の一種であるFOXファミリーの一員である。ヒトにおける突然変異と、マウスでの研究から、FOXP2は脳や、肺、腸などの発達における遺伝子の発現制御に関与していることが分かっている。しかし、FOXP2が正確に何の遺伝子の発現を調節しているかは、まだよく分かっていない。

## FOXP2 とヒトの病気
ヒトの発達性言語協調障害のいくつかのケースは、FOXP2 遺伝子の変異と関係している。このような障害の例として、認知的な障害はほとんど、または全くないものの、言語に必要とされる協調的な運動を適切に行うことができない患者が存在する。このような患者の動詞産出課題と音声反復課題における脳活動を fMRI を用いて計測した結果、（言語課題に関与する脳中枢であるとされる）ブローカ野と被殻の活動の低下が見られた。この結果から、FOXP2 は『言語遺伝子』と呼ばれるようになる。FOXP2 遺伝子に変異を持った人は、言語と関係ない症状も示す（このことは FOXP2 が身体の他の部位の発達にも関わっていることを考えれば驚くに値しない）。また、FOXP2 と自閉症の関連についても、肯定的な結果と否定的な結果の両方が報告されている。
言語障害と FOXP2 遺伝子の変異の関連性が、単なる運動制御の障害による結果ではないことの証拠として、以下のようなものが挙げられる。
- 言語理解にも障害が現れること。
- 障害を持った患者の脳機能イメージングの結果から、異常は言語に関する皮質領域と基底核に起きており、問題は単なる運動系を超えたところにあることが示されていること。

## 機能
FOXP2 は脳と肺の適切な発達に必要とされている。FOXP2 遺伝子のコピーを 1 つしかもたないノックアウトマウスは、幼児期の発声が有意に低下する。
一方、FOXP2 遺伝子のコピーを持たないノックアウトマウスは小型で、プルキンエ層などの脳領域に異常を示し、生後 21 日で肺の適切な発達が起きないことにより死んでしまう。
ソングバードにおける FOXP2 の別の研究から、FOXP2 が神経可塑性に関与する遺伝子を調節していることが示唆されている。歌の学習の際にFOXP2 が脳領域で上方調節されることが、若いキンカチョウの歌の学習に決定的な役割を持つ。この鳥の大脳基底核のエリア Xにおける FOXP2 の遺伝子ノックダウンは歌の模倣の不完全さや不正確さを引き起こす。
同様に、大人のカナリアにおける高い FOXP2 の発現レベルは、歌の変化と相関がみられる。
加えて、大人のキンカチョウにおける FOXP2 の発現レベルはオスがメスに向けて歌う際に比べて、他の用途で歌う際に低下していた。歌を学習できる鳥と出来ない鳥の違いは FOXP2 蛋白のアミノ酸配列の差というよりは、FOXP2 の遺伝子発現量の差とみられている。
FOXP2 はコウモリの反響定位との関連も示唆されている。

## 進化
FOXP2 蛋白のアミノ酸配列は、進化的に非常に強く保存されている。FOXP2 蛋白に似たものはソングバード、魚、アメリカワニのような爬虫類でも見つかっている
。ポリグルタミン鎖の他には、ヒトの FOXP2 はチンパンジーの FOXP2 とは 2 アミノ酸、マウスの FOXP2 とは 3 アミノ酸、キンカチョウの FOXP2 とは 7 アミノ酸しか違わない
。ネアンデルタール人の骨から抽出された DNA を調べた結果、ネアンデルタール人は現生人類と同じバージョン（対立遺伝子）の FOXP2 を持つことが分かっている。
ヒトとチンパンジーの FOXP2 の 2 アミノ酸の違いが、ヒトの言語の進化を生んだと考える研究者もいる。しかし、ほかの音声学習をする動物と FOXP2 の同様な突然変異との間に明確な関連は見つけられないとする研究者もいる。また、ヒトにおける 2 箇所のエクソンの突然変異の機能はまだ分かっていない。発達に関する研究やソングバードの研究から、ヒトと非ヒト科霊長類との違いは、この 2 箇所の突然変異ではなく、（FOXP2 が発現した時に作用する）調節塩基配列の違いによるという可能性も存在する。

## 歴史

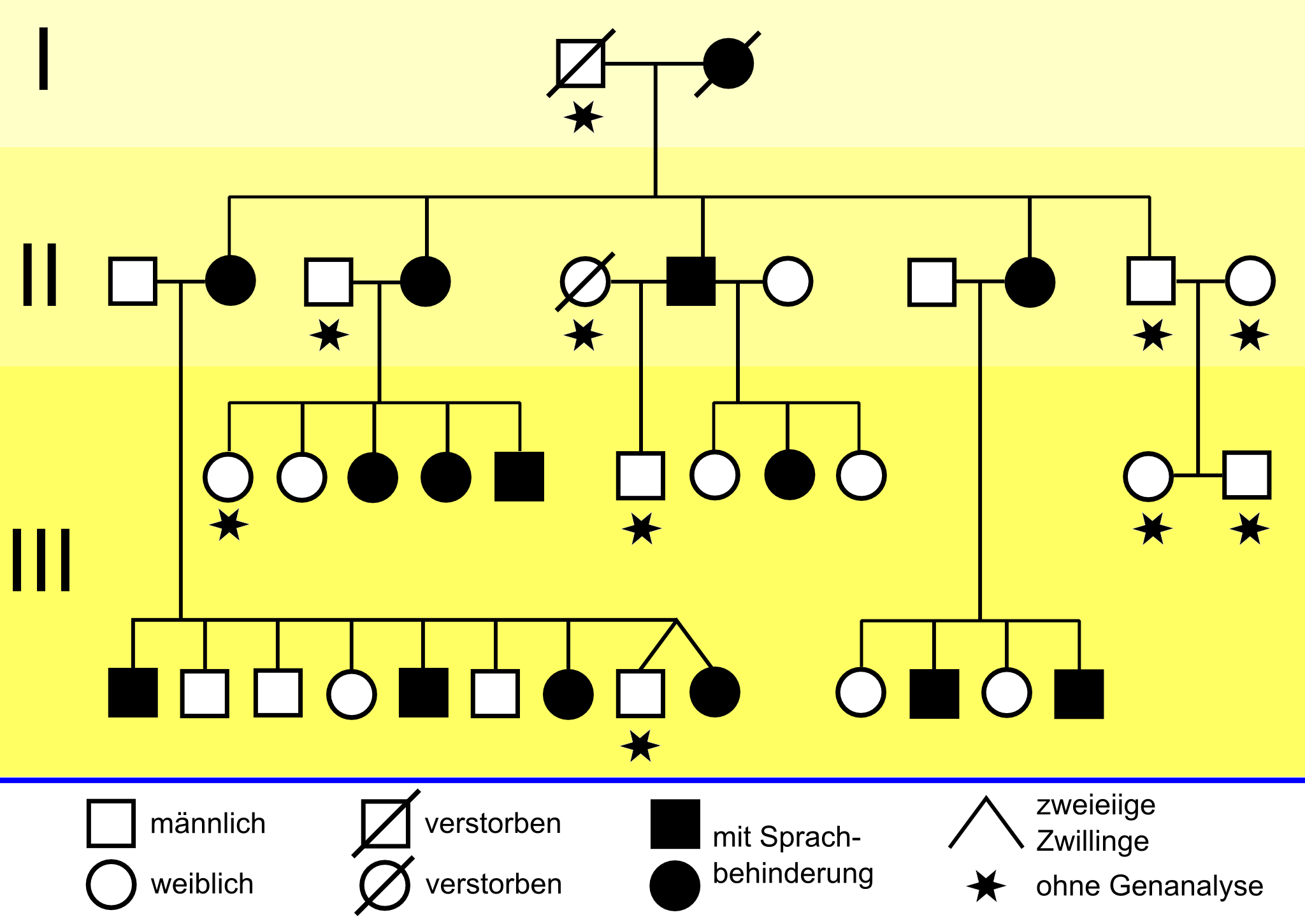
KE 家の系図

この遺伝子に関する研究は、元々KE 家（en。K 家とも）に関する研究から始まった。この家族の特定の人物は、3 世代に渡る遺伝性の言語障害にかかっていた。この家族の詳細の調査を行った結果、この障害は優性遺伝することが分かった。 
この家族の言語障害にかかっている人物とそうでない人物のゲノム解析が行われた。最初の解析では、変異が起きた領域は第7染色体にあることしか分からず、解析チームはこの遺伝子を便宜的に "SPCH1" と呼んだ。この領域の遺伝子配列解析は細菌人工染色体クローンによって行われた。この時点では、同様な障害を持つ別の家族の人物も確認されている。その人物のゲノムを解析した結果、この人物には、第 7 染色体に変異があることが分かっていた。
更なる調査によって、この染色体上のある遺伝子に点突然変異があることが分かった。ゲノム配列解析の結果、現在ではこの遺伝子は FOXP2 遺伝子と呼ばれている。

## ギャラリー

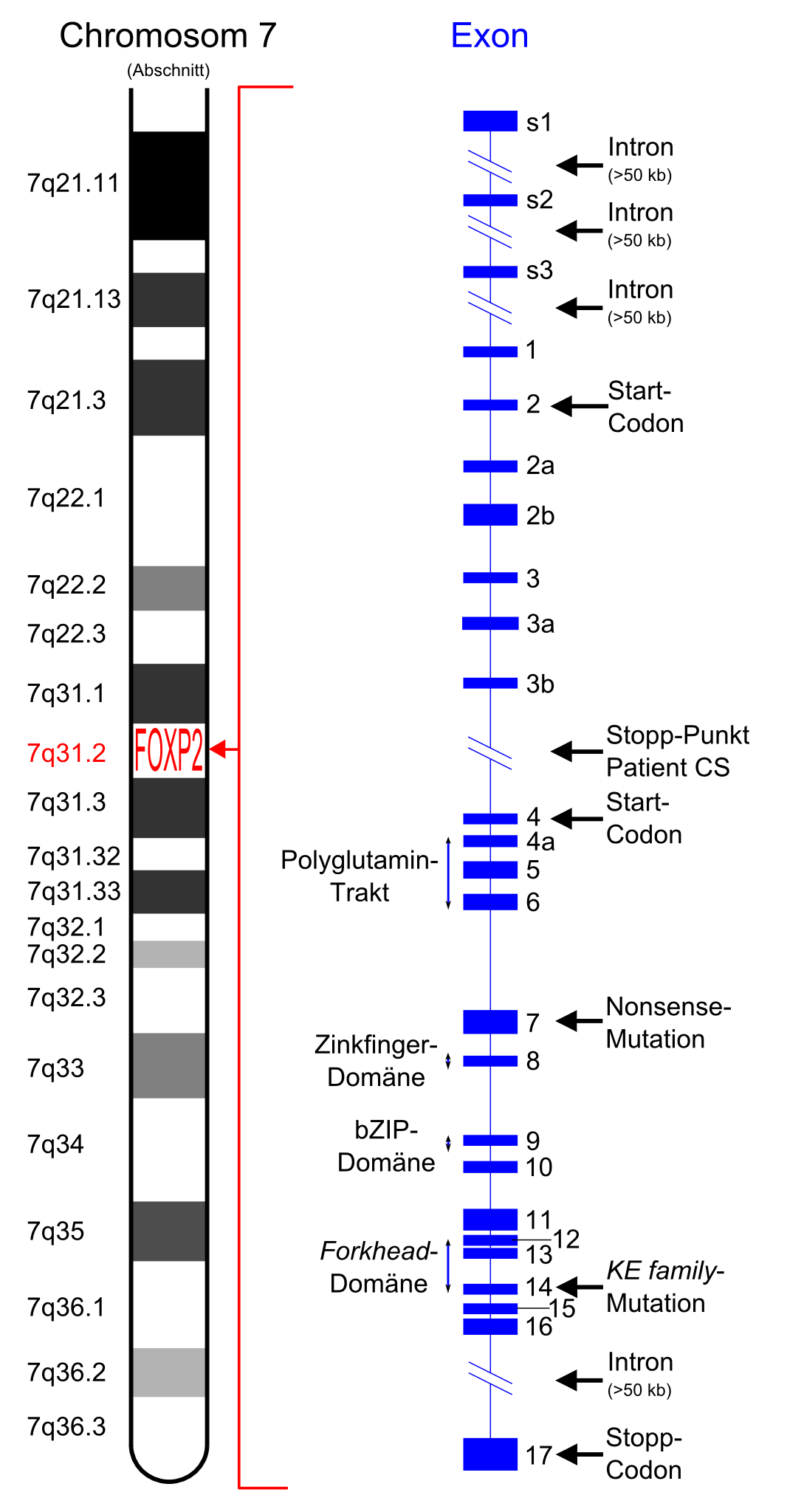
第 7 染色体 (左) と FOXP2 遺伝子 (右)
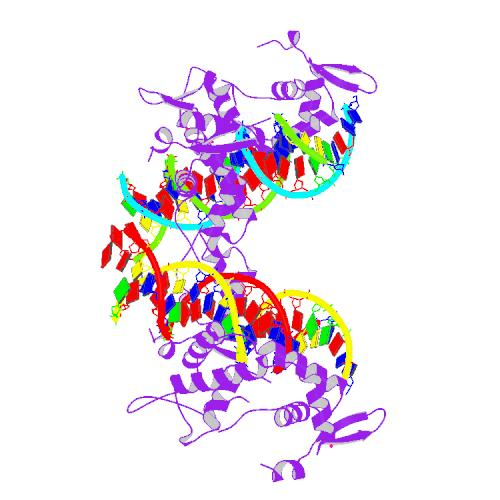
FOXP2 遺伝子がコードしている FOXP2 蛋白。715 アミノ酸から成る。
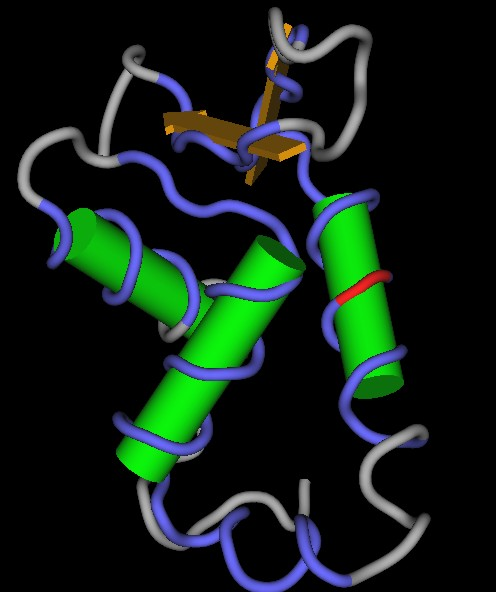
FOXP2 蛋白の構造
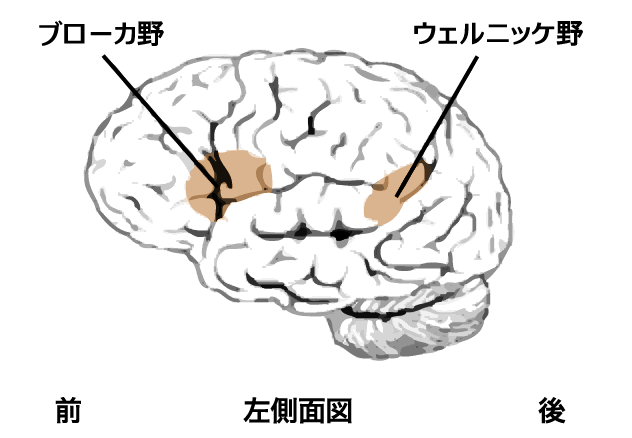
ブローカ野の位置
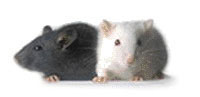
2 匹のノックアウトマウス
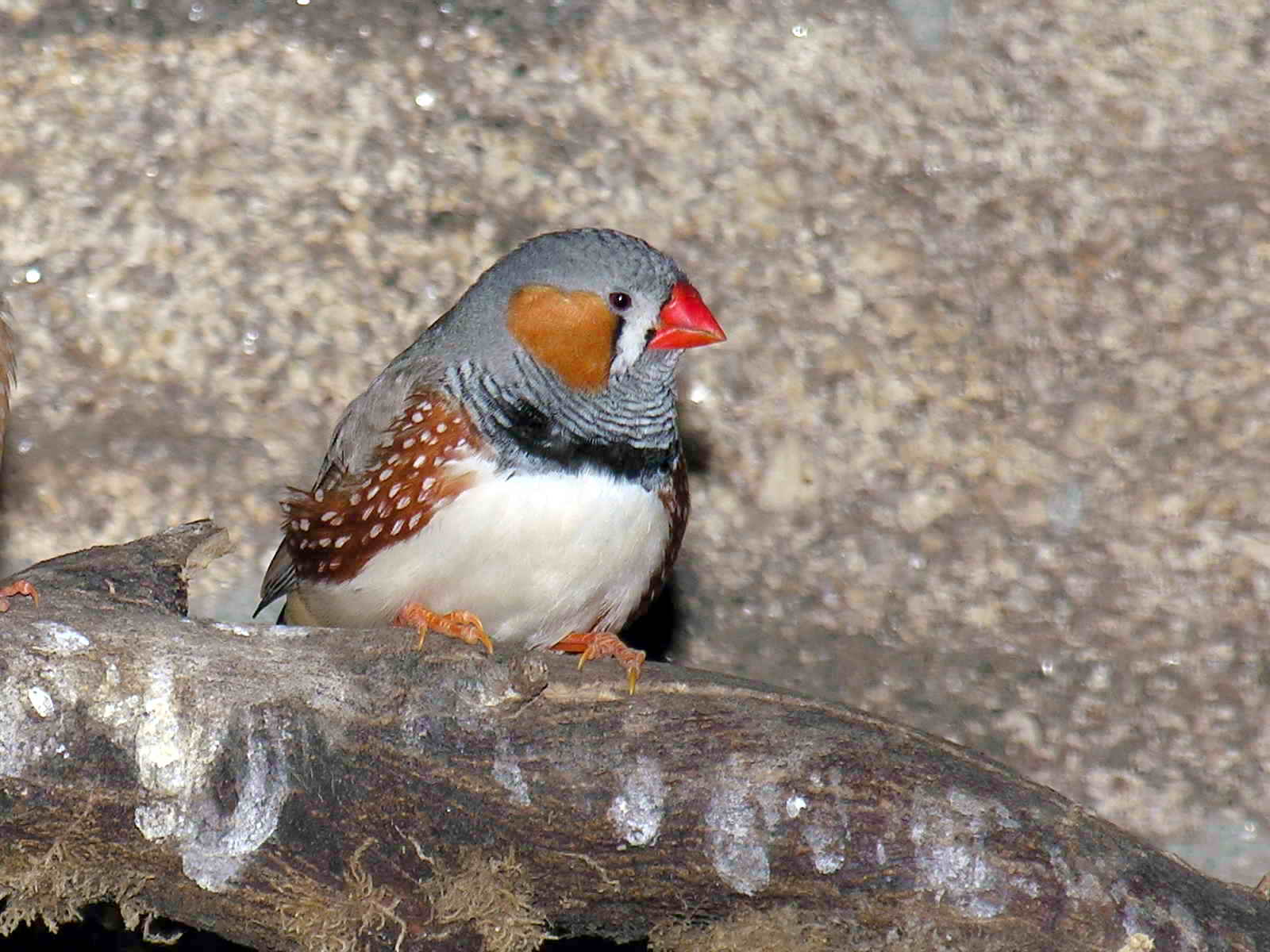
キンカチョウ (Taeniopygia guttata) 。キンカチョウの歌の学習とFOXP2 との関連がよく研究されている。
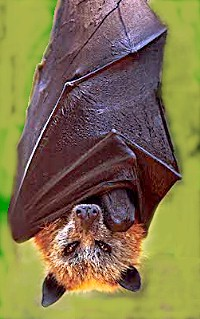
フィリピンオオコウモリ (Acerodon jubatus)。このコウモリは反響定位を行うことが出来る